# Sevelamer

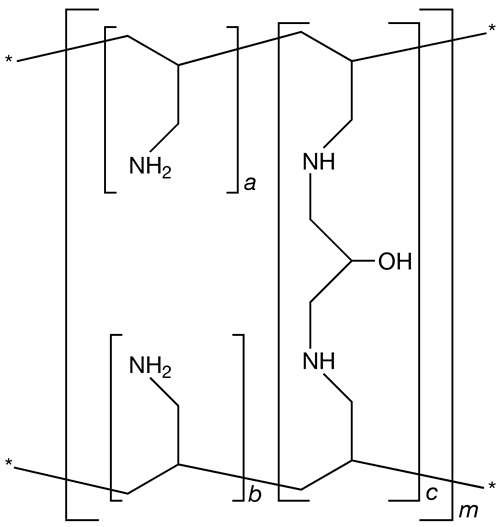

El Sevelamer (DCI) (AFI: [sɛˈvɛləmə, -mər, -mir]) es un fármaco quelante de fosfato usado para prevenir la hiperfosfatemia en pacientes con insuficiencia renal crónica. Cuando es tomado con las comidas, el sevelamer se enlaza al fosfato de la dieta y previene su absorción. Es mercadeado por Genzyme bajo el nombre comercial de Renagel®.

## Química y farmacología
El sevelamer es un copolímero de 2-(clorometil)oxirano (epiclorohidrino) y prop-2-en-1-amino. El clorhidrato mercadeado de sevelamer es una sal parcial de clorhidrato que es presentado como aproximadamente un 40% de clorhidrato de amina y una base 60% de sevelamer. En el intestino, los grupos de amina de sevelamer se vuelven parcialmente protonados e interactúan con las moléculas de fósforo con el enlace iónico y el enlace de hidrógeno.

## Uso clínico

### Indicaciones
El sevelamer se indica para el manejo de la hiperfosfatemia en pacientes adultos en la etapa 4 y 5 de la insuficiencia renal crónica (enfermedad renal en etapa terminal).

### Contraindicaciones
La terapia de sevelamer es contraindicada en la hipofosfatemia o en la obstrucción del intestino.

### Efectos nocivos
Las comunes reacciones adversas de droga (ADRs) asociadas al uso del sevelamer incluyen: hipotensión, hipertensión, náusea y vómito, dispepsia, diarrea, flatulencia, y/o estreñimiento.

### Otros efectos
Sevelamer puede reducir significativamente el ácido úrico en el suero. Esta reducción no tiene efectos perjudiciales conocidos y tiene varios efectos beneficiosos, incluyendo la reducción de la hiperuricemia, nefrolitiasis de ácido úrico,  y la gota.